# Михайло Данилович
Михайло Данилович — богатырь, герой киевского былинного цикла. 
Сын богатыря, позднее монаха Данилы Игнатьевич.

## Сюжет
Когда состарившийся киевский богатырь Данило Игнатьевич уходит на покой в монастырь, он оставляет князю Владимиру своего 12-летнего сына Михайлу. Вскоре к Киеву подходят татары с царищем Уланищем. Михайло Данилович, приняв благословение от отца, выходит против них, разбивает татар и убивает их царя; возвращаясь с боя, встречает отца, который чуть не убивает его, но вовремя узнаёт. Финал в разных редакциях былины может сильно различаться. Обычно князь Владимир встречает Михайлу Даниловича почестным пиром, но есть варианты, где герой попадает в заточение по ложному навету. 
К этой же схеме сводится и содержание украинских легенд о Михайлике, в которых клеветниками и оговорщиками Михайлика являются киевляне.